# Barbourula kalimantanensis
Barbourula kalimantanensis é uma espécie de sapo da família Bombinatoridae.
Possui tamanho pequeno, não mais que 40 mm de comprimento, e vive nas florestas remotas de Kalimantan, na ilha de Bornéu, Indonésia.
Em 2008, cientistas descobriram que a espécie não possui pulmões, aparentemente respirando apenas através da pele. De todos os tetrápodes, sabe-se que a ausência de pulmões ocorre apenas em anfíbios. São conhecidas algumas espécies de salamandras sem o órgão, além de uma de cobra-cega. No caso do Barbourula kalimantanensis, por viver em água corrente e fria, a ausência de pulmões seria uma adaptação para uma combinação de fatores, como um meio com mais oxigênio, o baixo metabolismo do animal, o achatamento do corpo que aumenta a área superfícial da pele e a preferência por afundar em relação a boiar.